# 孔提站
孔提站（音素換寫：S̄t̄hānī khlxngtey，皇家轉寫：Sathani Khlong Toei，泰語發音：[sā.tʰǎː.nīː kʰlɔ̄ːŋ tɤ̄ːj]）位於泰國首都曼谷孔提縣的拍喃四路，為曼谷地鐵的一個車站。站碼為 KHO。此站附近有菜市場出售大量的蔬菜及水果，尤其是海鮮。鄰近許多新移民的勞工，曼谷最大的貧民窟。

## 車站構造
| G  | 地面               | 巴士站、大都會電力局總部         |
| B1 | 地下行人道         | 1–2號出口                        |
| B2 | 大堂               | 售票機                           |
| B4 | 側式月台，左側開門 | 側式月台，左側開門               |
| B4 | 2號月台            | MRT 往島本（詩麗吉王后會議中心） |
| B4 | 1號月台            | MRT 往曼瓦（是樂園）             |
| B4 | 側式月台，左側開門 |                                  |

## 鄰近地點
- 出口 1：
  - MEA Khlong Toei
- 出口 2：
  - 孔提市場(Khlong Toei Market)
    - 香港市集、新加坡市集、檳城市集

  - 孔提碼頭
  - 孔提縣郵政局
  - 泰國煙草專賣局 (Thailand Tabacco Monopoly)
  - 煙草專賣局醫院 (Tabacco Monopoly Hospital)
  - Soi Rong Ngan Yasup
  - 孔提學校 (Khlong Toei School)

## 公共汽車
- 公共汽車：4, 13, 22, 45, 46, 47, 67, 74, 109, 115, 116, 149, 507 及 530。

## 外部連結
- 曼谷地鐵公司的官方網站
- 曼谷集體運輸系統(架空電車)的官方網站